# Kamareddy
Kamareddy es una ciudad y  municipio situada en el distrito de Kamareddy en el estado de Telangana (India). Su población es de 80315 habitantes (2011). Se encuentra a 117 km al norte de Hyderabad, la capital del estado.

## Demografía
Según el censo de 2011 la población de Kamareddy era de 80315 habitantes, de los cuales 39660 eran hombres y 40655 eran mujeres. Kamareddy tiene una tasa media de alfabetización del 79,44%, superior a la media estatal del 67,02%: la alfabetización masculina es del 87,65%, y la alfabetización femenina del 71,50%.